# 宁登德克
宁登德克（Ndendeki）是一种出没于非洲刚果共和国泰莱湖的一种神秘动物，通常被描述为甲壳直径12英尺（3.7米）-15英尺（4.6米）的巨龟。美国芝加哥大学生物学教授罗伊·麦考尔在20世纪带领远征队考察魔克拉-姆边贝从当地居民处记录关于宁登德克的资料。麦考尔教授与生物学家Marcellin Agnagna认为这一数据被夸大了，实际直径应该在2米左右。目前关于宁登德克有理论认为是数据测算错误的非洲鳖。